# Terceira República da Venezuela
A Terceira República da Venezuela foi estabelecida pelo general venezuelano Simon Bolivar em 1817 após o fracasso da Primeira República da Venezuela (1811–1812) e da Segunda República da Venezuela (1813–1814), sendo dissolvida em dezembro de 1819 com a criação da Grã-Colômbia, já que a partir deste período a Venezuela passou a fazer parte da mesma.
Como as duas repúblicas anteriores, a Terceira República durou um tempo muito curto, sendo seus principais eventos incluíram a organização de um governo civil, a aceitação de todos os líderes militares venezuelanos a autoridade de Bolívar, a chegada das forças britânicas voluntárias que colaborariam com o processo de independência e a Campanha de Libertação de Nova Granada, que deu liberdade ao território e sua confederação com a Venezuela na República da Colômbia, terminando assim o período conhecido como a Terceira República da Venezuela.